# Wilhelm Roux
Wilhelm Roux, född 9 juni 1850 i Jena, död 15 september 1924 i Halle an der Saale, var en tysk zoolog och embryolog.
Roux studerade naturvetenskap som lärjunge till Rudolf Virchow och Ernst Haeckel och tog doktorsgraden 1878 på en avhandling om blodkärlens förgreningar och de fysiologiska förhållanden, som medverkar vid deras bildning. Han fortsatte dessa studier med undersökningar över kärlväggens förhållande till blodstrålen och visade, att en särskild lag (Roux lag) var giltig här. Andra undersökningar behandlade blodkärlens inre dimension och de fysiologiska förhållanden, som bestämmer denna. 
Roux kunde genom sina studier påvisa att organdelar med samma funktion för en ständig kamp om näringen och rummet, något som han behandlade i en av Charles Darwin högt skattad bok, Der Kampf der Teile im Organismus (1881). I den framställer han teorin om cellvävnadens och organens funktionella anpassning (adaptionsteorin). Roux blev 1880 privatdocent i anatomi i Breslau och professor i detta ämne i Innsbruck 1886, men förflyttades 1897 till Halle. 
Roux grundlade den så kallade utvecklingsmekaniken, vilken han definierade som läran om organismernas uppkomst och utveckling, bestånd och tillbakagång. I morfologin, som är läran om organismernas byggnad, införde han således det kausala elementet, och Roux verksamhet gav stöd till inrättande av institut för detta slag av forskning i Prag, Kraków och Berlin. Hans viktigaste skrifter är Gesammelte Abhandlungen über Entwickelungsmechanik der Organismen (I–II, 1895) och Die Entwickelungsmechanik (1905). Från 1895 utgav han "Archiv für Entwickelungs-Mechanik der Organismen".